# Solivella
|  | Per a altres significats, vegeu «Baronia de Solivella». |

Solivella és un municipi de la comarca de la Conca de Barberà, situat al vessant meridional de la serra del Tallat. És on més àmpliament es parla el subdialecte xipella del català. Solivella assenta la seva economia en l'agricultura, especialment la vinya, i el turisme.
El nom del municipi és la grafia aglutinada de s'Olivella (l'oliveta), ja que antigament el turó sobre el que avui s'aixeca la vila es coneixia com es Puig de s'Olivella. L'olivera encara es pot veure avui a l'escut i a la bandera del municipi.

## Geografia
- Llista de topònims de Solivella (Orografia: muntanyes, serres, collades, indrets..; hidrografia: rius, fonts...; edificis: cases, masies, esglésies, etc).

## Història
Solivella va ser mencionada per primer cop en un document del 1058 amb el nom de Puig d'Olivella. El 1191 va començar a repoblar-se mercès a Gombau d'Oluja, senyor de Vallfogona de Riucorb, qui hi construí un petit castell.
En el segle xiii va passar a mans de la família Anglesola. Al segle xiv van vendre la seva possessió al monestir de Santes Creus, tanmateix poc després van recuperar les seves possessions.

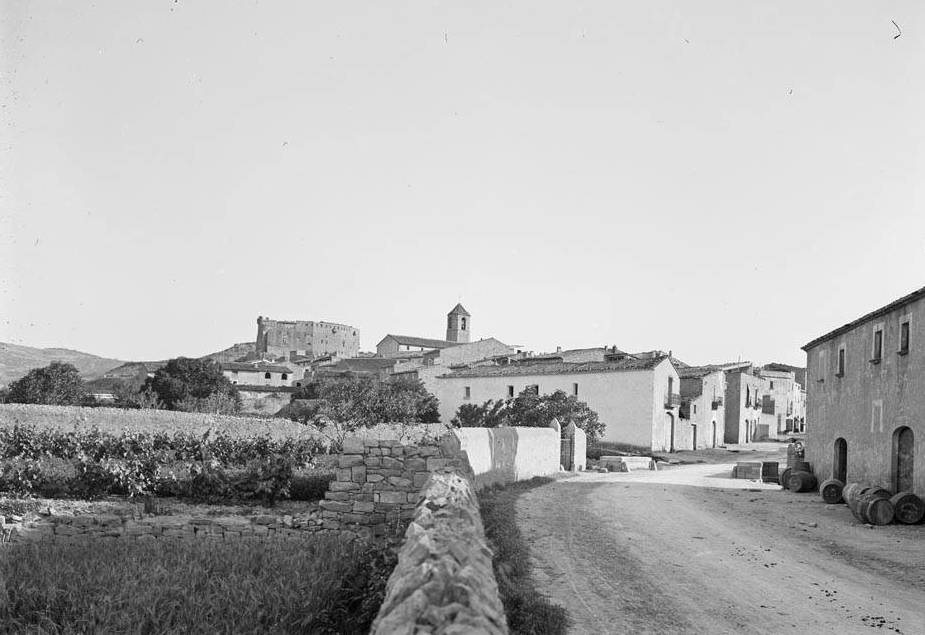
Solivella amb el castell al fons (entre 1890 i 1910.

El castell de Solivella fou bastit a finals del segle xv i a principis del segle xvi pels Llorac aprofitant elements anteriors. Es trobava a la part més alta de la vila dominant gran part del terme. Es tractava d'una gran edificació del gòtic florit català. Actualment en el seu emplaçament es poden observar les restes d'un gran mur i la porta d'entrada al castell. El pati d'armes es troba gairebé derruït. Al mig del pati d'armes hi ha l'antiga cisterna que es va aprofitar per fer de dipòsit d'aigua de la vila, tasca que encara avui realitza.
El 1599 es creà la baronia de Solivella per Felip III de Castella en favor de Simó Berenguer de Llorac i Castelló. A mitjan segle xviii va pertànyer als marquesos de Palmerola, que en detentaren la propietat fins a l'extinció de les senyories al segle xix. Solivella tingué una gran expansió durant el segle xix, com ho demostren nombroses llindes de les cases del poble.
L'avalot dels pobres s'estengué a Solivella l'agost de 1694.

## Patrimoni
L'església parroquial, d'estil barroc, està dedicada a l'Assumpció de la Mare de Déu. Fou construïda el 1769 aprofitant la pedra de l'anterior església romànica.
Les joies més preuades del patrimoni de la vila són fora de la població. Així, el retaule gòtic de la Mare de Déu –obra de Mateu Hortoneda, procedent de la capella del castell- és a la catedral de Tarragona. L'arcàngel Sant Miquel vencent el dimoni, bella estàtua gòtica que culminava un monument piramidal sobre la cisterna del castell, forma part d'una col·lecció privada. Altrament una bella talla romànica de la Verge, procedent d'una antiga església romànica que hi havia a la vora del castell, és al Museu Diocesà de Tarragona.
La vila de Solivella va lligada al Santuari del Tallat. Així, el 1475 fou trobada per un pastor la imatge de la Mare de Déu del Tallat. Ferran II de Barcelona encarregà al noble Ramon Berenguer de Llorac l'edificació del Santuari que fou inaugurat el 1493 amb presència dels reis Catòlics.

## Festes
La Festa Major és el 15 d'agost, coincidint amb la festivitat de l'Assumpció de Maria, patrona de la vila. L'altra festa major s'esdevé el 15 de maig, amb motiu de la celebració de la festivitat d'Isidre el Llaurador, copatró de Solivella.
Cada any, el dia 9 de setembre, els vilatans surten al carrer per donar mostres de la seva sensibilitat artística i religiosa. És la festa del Sagrat Cor de Jesús, celebrada amb motiu d'un vot del poble ininterrompudament des de 1743. Els carrers esdevenen catifes multicolors i les cases i indrets del poble s'engalanen de diverses representacions de la vida de Jesús, amb bells escenaris plàstics en els quals participen els vilatans, restant immòbils mentre passa la processó. Tot configura una festivitat única i particular a Catalunya.

## Demografia
| 1497 f | 1515 f | 1553 f | 1717 | 1787 | 1857  | 1877  | 1887  | 1900  | 1910  |
| ------ | ------ | ------ | ---- | ---- | ----- | ----- | ----- | ----- | ----- |
| 34     | 36     | 45     | 262  | 792  | 1.323 | 1.424 | 1.680 | 1.610 | 1.587 |

| 1920  | 1930  | 1940  | 1950  | 1960  | 1970 | 1981 | 1990 | 1992 | 1994 |
| ----- | ----- | ----- | ----- | ----- | ---- | ---- | ---- | ---- | ---- |
| 1.626 | 1.558 | 1.303 | 1.326 | 1.144 | 918  | 806  | 733  | 709  | 709  |

| 1996 | 1998 | 2000 | 2002 | 2004 | 2006 | 2008 | 2010 | 2012 | 2014 |
| ---- | ---- | ---- | ---- | ---- | ---- | ---- | ---- | ---- | ---- |
| 658  | 631  | 622  | 610  | 588  | 630  | 685  | 678  | 660  | 653  |

| 2016 | 2018 | 2020 | 2022 | 2024 | 2026 | 2028 | 2030 | 2032 | 2034 |
| ---- | ---- | ---- | ---- | ---- | ---- | ---- | ---- | ---- | ---- |
| -    | 619  | 632  | 628  | 626  | -    | -    | -    | -    | -    |

## Aigües
El terme de Solivella és un terme de secà. Malgrat que presenta alguns cursos fluvials i algunes fonts repartides pel terme, actualment la majoria ja no brollen i tan sols recullen les aigües en cas d'aiguats. Cal anomenar dos cursos diferenciats al terme.
El primer recull l'aigua de tota la zona oest: és la rasa del Molí. Es coneix com a rasa del Molí el curs resultant de la unió de la rasa del Cabreta i la rasa de Belltall, cursos d'aigua que neixen a la part alta del terme, a les Costes. Al seu torn, la rasa del Cabreta rep l'aigua de la rasa de les Comes, que també baixa des de les Costes. La conca de la rasa del Molí presenta diverses fonts: la font del Cremat, la font del Gat, la font del Lleó i la font de la Teula. Hi trobem també diverses estructures relacionades amb aquest entorn hidràulic: el cossiol del Ros, el pont del Camí de les Pedreres, els rentadors, el pont del Moliner, el pont del Barranc del Xano i el pont del Molí del Caixes.
El sector est del terme és regat pel barranc del Xano, que neix a Forès. Aquí hi trobem la font del Gravat, la font de l'Abellar i la font del Xano. El barranc del Xano segueix pels termes de Barberà de la Conca i Pira, on es converteix en el torrent Florit i, posteriorment, en la rasa de Pira. A la rasa de Pira també hi arriba l'aigua de la rasa del Molí i, d'aquesta manera, s'ajunten finalment totes les aigües provinents de Solivella.
La rasa de Pira es converteix en la rasa dels Prats i entra al terme de Montblanc, on aboca l'aigua a l'riu d'Anguera, que la durà al Francolí. Solivella, per tant, pertany íntegrament a la conca del Francolí.

## Fills il·lustres de Solivella
- Successa (Solivella, s. I ac / I dc). Primera habitant de la Conca de Barberà amb un nom documentat. Deixà escrit el seu nom al fons d'un plat localitzat al jaciment romà de les Comes, al terme de Solivella.
- Carles de Llorac i de Moixó (Solivella?, 1681 - Viena, 1762). Fill del baró de Solivella Joan II, fou general, nomenat comte de Llorac pel rei Carles III, l'Arxiduc d'Àustria. Assolí el grau de general de l'exèrcit imperial d'Àustria. El seu fill, Manuel de Llorac i Bertran (?, ? - Viena, 1791), II comte de Llorac, fou tresorer de la cort imperial austríaca (1765-91).[5]
- Antoni Civit Sala (Solivella, 1837 - ?, 1904). Terratinent, comerciant i polític. Diputat provincial a la dècada de 1880.
- Antoni Llauradó Muntanyola (Solivella, 1889 - Perpinyà, 1957). Anarquista i naturista. Alcalde de Reus (1936-1937).
- Josep Maria Sans i Travé (Solivella, 1947). Arxiver i historiador. Director de l'Arxiu Nacional de Catalunya (1992-2015). Membre de la Reial Acadèmia de Bones Lletres de Barcelona.

## Política

### Eleccions autonòmiques
| Candidatura | Candidatura   | Cap de llista          | Vots | Regidors | % vots |
| ----------- | ------------- | ---------------------- | ---- | -------- | ------ |
|             | CiU           | Artur Mas              | 232  |          | 56,17  |
|             | ERC           | Oriol Junqueras        | 89   |          | 21,54  |
|             | PPC           | Alicia Sánchez-Camacho | 27   |          | 6,53   |
|             | CUP           | David Fernández        | 23   |          | 5,56   |
|             | ICV-EUiA      | Joan Herrera           | 11   |          | 2,66   |
|             | PSC           | Pere Navarro           | 10   |          | 2,42   |
|             | C's           | Albert Rivera          | 4    |          | 0,96   |
|             | Vots en blanc |                        | 7    |          | 1,68   |
|             | Altres        |                        | 10   |          | 3,39   |
| Total       | Total         | 416                    | 416  |          | 79,39  |

### Eleccions municipals
Llista d'alcaldes i nombre de regidors per partit
| PSC | -      | -      | -  | -  | -  | - | -      | -  | - | -  | - | - |
| PP | -      | -      | -  | -  | -  | 7 | -      | -  | - | -  | - | - |
| ERC | -      | -      | -  | -  | -  | - | -      | -  | - | -  | 7 | 7 |
| CiU | 1      | -      | -  | 3  | 2  | - | 3      | 4  | 7 | 5  | - | - |
| Altres | ?a; ?b | ?d; ?c | 7e | 4g | 5g | - | 2f; 2g | 3g | - | 2g | - | - |
| Total | 7      | 7      | 7  | 7  | 7  | 7 | 7      | 7  | 7 | 7  | 7 | 7 |
| a UCD; b Democràtica de Solivella; c Unió de Progrés Municipal; d Independents; e Solivella Unida; f Alternativa per Solivella; g Unió d'Independents de la Conca de Barberà (UNIC) - FIC |        |        |    |    |    |   |        |    |   |    |   |   |